# Till dånet från jaktplan
Till dånet från jaktplan är en ungdomsbok skriven av Jan Mark och är hennes debutroman. Mark tilldelades 1976 utmärkelsen Carnegie Medal för boken och hon har också fått The Guardians debutantpris.

## Handling
Andrew Mitchell har precis flyttat med sin familj till Tiler's Cottage i byn Pallingham nära Polthorpe i East Anglia. Trots att det bara är två veckor kvar på terminen måste han börja i en ny skola. Andrew har svårt att finna sig till rätta i skolan, men han lär i alla fall känna Victor Skelton som bor i huset bredvid. De två fortsätter att träffas under sommarlovet och åker ofta till RAF:s flygbas i Coltishall, RAF Coltishall, för att titta på flygplan. Victor är dock inte förtjust över att hans älskade Lightnings snart ska ersättas av Jaguars.

## Flygplan som förekommer i boken
- Chipmunk
- Harrier
- Hunter
- Jaguar
- Lancaster
- Lightning
- Phantom
- Spitfire